# Robert Vidal (Radsportler)
Robert Vidal (* 3. Juli 1933) ist ein ehemaliger französischer Radrennfahrer.

## Sportliche Laufbahn
Vidal war Bahnradsportler und Teilnehmer der Olympischen Sommerspiele 1952 in Helsinki. Mit Franck Le Normand als Partner wurde er beim Sieg von Lionel Cox und Russell Mockridge Vierter im Tandemrennen. 
Bei den Olympischen Sommerspielen 1956 in Melbourne war er erneut am Start. Im Tandemrennen kam er mit André Gruchet auf den 5. Rang.